# Очеретянка (притока Стугни)
Очеретянка (історична назва Васильківка)— річка в Україні, у Васильківському районі Київської області, права притока Стугни (басейн Дніпра).

## Опис

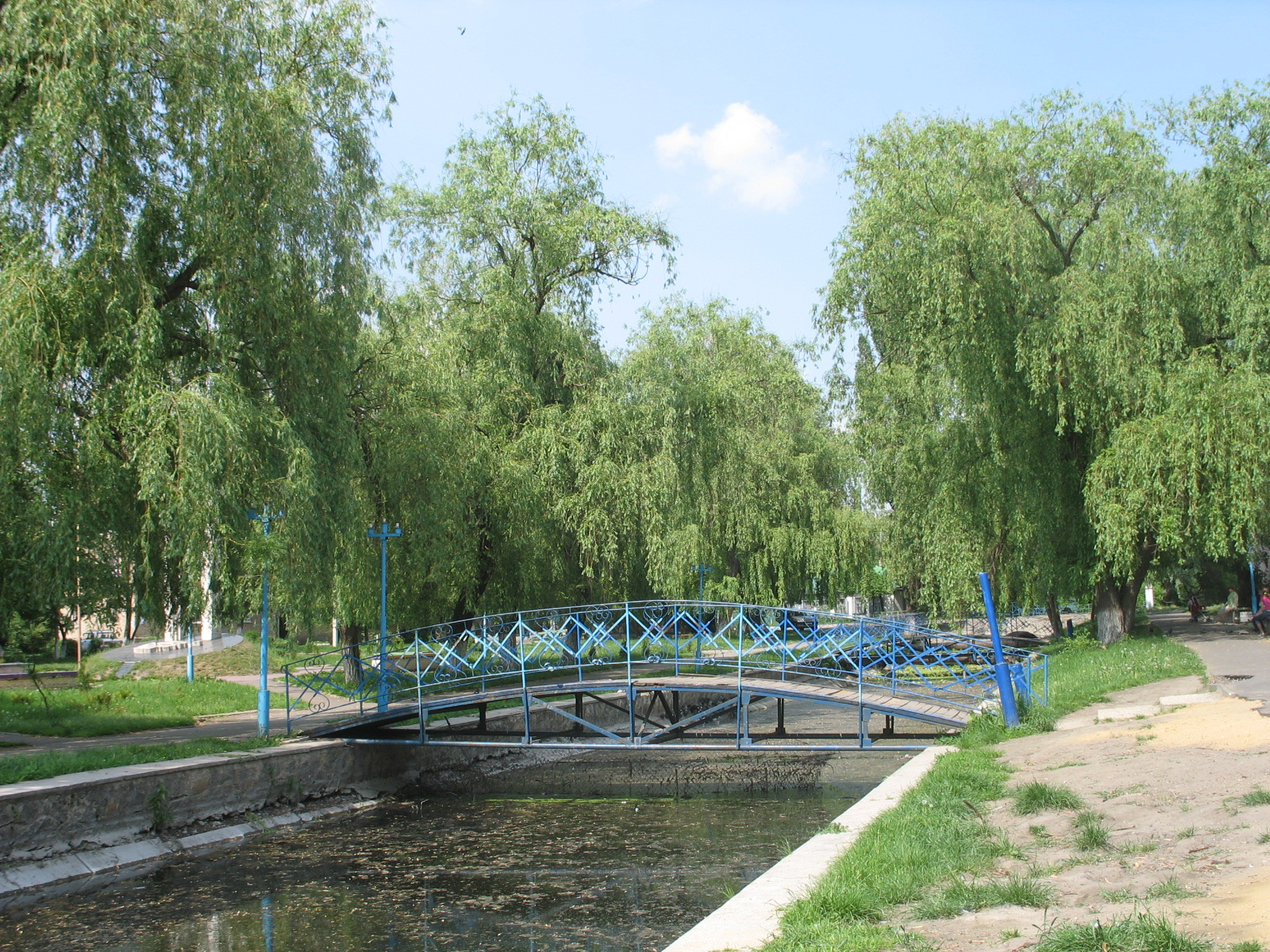
Ставок у парку на річці Очеретянка в м. Васильків

Довжина річки приблизно 4 км.

## Розташування
Бере початок на південному заході від села Залізне. Тече переважно на південний захід через південно-східну околицю Васильківа і впадає у річку Стугну, праву притоку Дніпра.